# 愛を米て
「愛を米て」（あいをこめて）は、2021年1月6日に発売された、米米CLUB37枚目のシングル。発売元はSony Music Records。

## 概要
前作「どんまい」から7年2ヶ月振りのデビュー35周年シングル。表題曲はお正月公開の映画「大コメ騒動」主題歌。通常盤 とDVD付の初回生産限定盤 の2形態で発売。DVDは「愛を米て」と「俺は河原の諜報部員」２つのMaking Music Videoを収録。「俺は河原の諜報部員」は2020年10月に行われた米米CLUB初の無観客配信ライブ「OMUSUBI」で公開されたスペシャルムービー劇中楽曲。ファンからの要望に応え今回映像が収録された。

## 収録曲

### DISC 1 (新米CD)
1. 愛を米て
作詞・作曲：米米CLUB
2. 四季狂騒
作詞・作曲：米米CLUB

### DISC 2 (新舞DVD)
1. 愛を米て（Making Music Video）
2. 俺は河原の諜報部員（Making Music Video）